# Khandhaka
A Khandhaka (páli) a théraváda buddhizmushoz tartozó Vinaja-pitaka második könyve, amely a Szutta-vibhanga folytatásának tekinthető. Ez nemcsak a száraz szabályokat és előírásokat tartalmazza, hanem legendákat is.

## Részei
A Khandaka a következő két kötetet tartalmazza:
- Mahávagga:
a tíz szakaszból álló írás tartalmaz történeteket a történelmi Buddháról, tanítványainak megvilágosodásairól, valamint szabályokat az upószatha napokra, esős napokra, ruházatra és a rendbe való felvételre.
- Csullavagga:
tíz szakasza tartalmaz történeteket az első és második buddhista tanácskozásról, az apáca közösség megalapításáról, valamint szabályokat, hogy a szanghán belül hogyan kezeljük a sérelmeket.

## Körvonalakban
A Mahavagga tíz fejezetet tartalmaz:
1. A Rendbe való felvétel szabályai.
2. Az Upószatha ünnepség és a Pátimókkha elmondása.
3. Szállás az esős időszak (vasszá) idején.
4. A visszavonultságot lezáró ceremónia (paváraná).
5. Ruházatra és felszerelési tárgyakra vonatkozó szabályok.
6. Gyógyszer és élelmiszer.
7. Az öltözettel kapcsolatos ügyek évenkénti elrendezése.
8. A beteg szerzetesekre, alvásra és ruhaanyagokkal kapcsolatos teendőkre vonatkozó szabályok.
9. A rendi gyűlések végrehajtása.
10. A Rendben történő szakadások esetén tartandó összejövetelek.

A Csullavagga 12 fejezetből áll:
1. A rendi gyűlés elé kerülő vétségek elrendezésének szabályai.
2. A szerzetes próbaidő alá helyezésének folyamata.
3. Teendők a szerzetes többszörös vétsége esetén.
4. A rend hivatalos ügyeinek elrendezésére vonatkozó szabályok.
5. Fürdésre, öltözetre, vonatkozó vegyes szabályok.
6. Lakhelyek, bútorok, szállások.
7. Szakadások a közösségben.
8. A szerzetesi fokozatok osztályai; a tanítók és növendékek kötelességei.
9. Kizárás a Pátimókkhából.
10. Az apácák felavatása és oktatása.
11. A rádzsagahai első zsinat története.
12. A veszálíbeli második zsinat története.

## Angol fordításai
- Vinaya Texts, tr T. W. Rhys Davids & Hermann Oldenberg, Sacred Books of the East, volumes XIII, XVII & XX, Clarendon/Oxford, 1881-5; reprinted Motilal Banarsidass, Delhi (&? Dover, New York) Vol. XIII, Mahavagga I-IV, Vol. XVII, Mahavagga V-X, Kullavagga I-III, Vol. XX, Kullavagga IV-XII
- The Book of the Discipline, volumes IV & V, tr I. B. Horner, 1951-2, Páli Szöveg Társaság (Pali Text Society), Lancaster